# Martynowskaja (rejon totiemski)
Martynowskaja (ros. Мартыновская) – wieś w Rosji, w rejonie totiemskim obwodu wołogodzkiego. W 2002 r. liczyła 5 mieszkańców, a w 2010 r. była niezamieszkana.